# رشدي الشمعة
رشدي الشمعة هو رشدي (بك) بن أحمد باشا ابن سليم الشمعة، من الكتاب الأعيان، حسيني الأصل، انتقل أسلافه من وادي العقيق بالحجاز إلى دمشق سنة 825 هجري.

## ولادته ونشأته
ولد بدمشق عام 1865م، درس في إسطنبول الأدب والقانون وتخرج من معاهدها، عام 1886م تزوج من ابنة الأمير لاي سليمان بك الميرلاتي عام 1886م، عمل كاتباً وأديباً، كما عين كرئيس كتاب مجلس إدارة الولاية والمدعي العام للمجلس.

## كتاباته
ألف عدة روايات وطنية مُثلت على مسارح دمشق، وأشهر هذه الروايات مسرحية طارق بن زياد التي قامت بأدائها فرقة مدرسة مكتب عنبر عام 1908م في حديقة الصوفانية قرب باب توما، وقد أدى عرضها لحدوث إشكالات عديدة.

## في السياسة
انتخب نائباً عن دمشق في المجلس العمومي العثماني وهناك رفض هو وزملاؤه العرب تحت قبة مجلس المبعوثان ضد سياسة التتريك ودعى لمكافحتها.
شارك في تأسيس عدة أحزاب تهدف لتحرر العرب من سلطة الإتحاديين الأتراك منها المنتدى الأدبي المؤسس عام 1909م، الحزب المعتدل الحر 1908م، الجمعية القحطانية 1909م، الجمعية اللامركزية 1912م.
بعد اندلاع الحرب العالمية الأولى ووصول جمال باشا السفاح لقيادة الجيش الرابع، شُكل المجلس العرفي في عاليه الذي تولى مهمة إصدار الأحكام ضد رجال العرب، وصدرت أحكام الإعدام بواحد وعشرين شخصاً أصروا حتى آخر لحظات على الاحتفاظ بهويتهم العربية ومطالبهم بالاستقلال.
كانت خلاصة قرار الاتهام الموجه لرشدي بك هو : «كان قد ألقى في دور التمثيل محاضرات تشجع الانفراد العربي واستقلاله، وكان مشتركاً في تشكيلات الجمعية اللامركزية».

## وفاته
في يوم 6 مايو 1916 تم نقل رشدي الشمعة وستة من رفاقه بالقطار من عاليه إلى دمشق حيث أودعوا لدى وصولهم دائرة الشرطة، وفي الثالثة صباحاً يوم 6 مايو 1916 أنيرت ساحة المرجة بكاملها استعداداً لتنفيذ الأحكام، وقد بدأ تنفيذ الأحكام بإعدام شفيق بك مؤيد العظم وانتهوا بإعدام رشدي الشمعة.